# Melanagromyza papuensis
Melanagromyza papuensis este o specie de muște din genul Melanagromyza, familia Agromyzidae, descrisă de Spencer în anul 1962. Conform Catalogue of Life specia Melanagromyza papuensis nu are subspecii cunoscute.